# Vespa crabro
Vespa crabro este cea mai mare viespe din Europa și din America de Nord. Popular este numită bărzăun sau gărgăun, printre altele (v. Legături externe).
Sunt foarte agresive,
iar atacurile roiurilor pot fi fatale atât pentru om cât și pentru diverse animale.